# Menezes Direito
Carlos Alberto Menezes Direito ComMM (Belém, 8 de setembro de 1942 — Rio de Janeiro, 1 de setembro de 2009) foi um jurista, advogado, magistrado, professor e político brasileiro. Foi ministro do Superior Tribunal de Justiça e do Supremo Tribunal Federal.
Bacharel e doutor em direito pela Pontifícia Universidade Católica do Rio de Janeiro (PUC-Rio), foi filiado ao Partido Democrata Cristão (PDC) e ao Partido do Movimento Democrático Brasileiro (PMDB) e exerceu diversos cargos na administração pública, dentre os quais o de presidente da Fundação de Artes do Estado do Rio de Janeiro, diretor do Banco do Estado do Rio de Janeiro e secretário estadual de Educação do Rio de Janeiro, chegando a exercer interinamente a função de prefeito do município do Rio de Janeiro.
Ingressou na magistratura em 1989 ao ser nomeado desembargador do Tribunal de Justiça do Estado do Rio de Janeiro pelo governador Moreira Franco. Em 1996, foi nomeado ministro do Superior Tribunal de Justiça pelo presidente Fernando Henrique Cardoso, e em 2007 foi indicado ao Supremo Tribunal Federal pelo presidente Luiz Inácio Lula da Silva, cargo no qual permaneceu até seu falecimento em 2009.

## Biografia

Carlos Alberto Menezes Direito, 1962. Arquivo Nacional

### Formação e vida pública
Bacharel em direito pela Pontifícia Universidade Católica do Rio de Janeiro (PUC-Rio) em 1965, ali obteria em 1968 o título de doutor e posteriormente se tornaria também professor e vice-reitor.
Foi assessor do então Ministro da Educação Ney Braga entre 1975 e 1978, e Chefe de Gabinete do Prefeito da cidade do Rio de Janeiro Israel Klabin entre 1978 e 1979, tendo ocupado o cargo de prefeito interinamente por dois curtos períodos, num total de 27 dias (25/5/1979 a 6/6/1979 e 23/3/1980 a 7/4/1980). Presidiu a Fundação de Artes do Estado do Rio de Janeiro (FUNARJ) de 1981 a 1982 e foi diretor do Banco do Estado do Rio de Janeiro (BANERJ) antes de lançar-se candidato a deputado federal pelo Rio de Janeiro nas eleições de 1982, não logrando êxito. Foi filiado ao extinto Partido Democrata Cristão (PDC) e ao Partido do Movimento Democrático Brasileiro (PMDB).
Presidiu a Casa da Moeda do Brasil de 1985 a 1987, quando foi convidado pelo então governador do Rio de Janeiro, Moreira Franco, que era seu amigo desde a juventude, a ser Secretário Estadual de Educação, cargo que ocuparia até 1989.

### Magistratura
Em 1989, ingressou na magistratura ao ser designado por Moreira Franco para o cargo de desembargador do Tribunal de Justiça do Estado do Rio de Janeiro, pelo quinto constitucional, em vaga destinada a advogado, apesar de opositores à indicação alegarem que Direito não possuía o requisito de dez anos de atividade na advocacia.
Tornou-se ministro do Superior Tribunal de Justiça em 1996, nomeado pelo presidente Fernando Henrique Cardoso para vaga destinada a membro de tribunal de justiça estadual, tomando posse em 27 de junho e permanecendo nesse cargo até 2007. Durante seu mandato, foi admitido em março de 2005 pelo presidente Luiz Inácio Lula da Silva à Ordem do Mérito Militar no grau de Comendador especial.

### STF
Menezes Direito foi recomendado pelo ministro da Defesa Nelson Jobim ao presidente Luiz Inácio Lula da Silva para integrar o Supremo Tribunal Federal na vaga do ministro Sepúlveda Pertence. Embora fosse considerado um jurista conservador, ligado à Igreja Católica, Direito foi indicado por Lula em 28 de agosto de 2007.
Seu nome foi aprovado pelo Senado com 61 votos a favor, 2 contrários e uma abstenção, e ele foi empossado no dia 5 de setembro, apenas três dias antes de completar 65 anos, quando ultrapassaria a idade máxima permitida pela Constituição Federal para assumir o assento na corte. Isso foi possível porque Pertence antecipou a aposentadoria para que o procedimento da indicação de Direito pudesse ser feito a tempo.
Era conhecido por seu perfil técnico e apego à liturgia e costumava pedir vistas em processos importantes,
como o processo que pedia a declaração de inconstitucionalidade do uso de células-tronco embrionárias em pesquisas científicas no Brasil, e da demarcação das Terra Indígena Raposa Serra do Sol.

### Falecimento
Morreu em 1 de setembro de 2009, vítima de complicações devido a um tumor no pâncreas. Encontra-se sepultado no Cemitério de São João Batista no Rio de Janeiro.

## Livros
- Manual do Mandado de Segurança. 4ª ed. Renovar, 2003
- Direito Positivo Aplicado. Renovar, 2008.
- Comentários ao Novo Código Civil - Vol XIII. 2ª ed. Forense, 2007.
- Estudos de Direito Público e Privado. Renovar, 2005.
- Estudos em Homenagem ao Prof. Caio Tacito. Renovar.
- Estudo das Transformações da Ordem Politica. Renes, 1971.
- A Democracia Nossa de Cada Dia. Forense Universitária, 1984.